# Herb gminy Dąbrówno
Herb gminy Dąbrówno – jeden z symboli gminy Dąbrówno, ustanowiony 31 sierpnia 2006.

## Wygląd i symbolika
Herb przedstawia na tarczy koloru czerwonego srebrną lilię heraldyczną. Herb ten był używany w okresie pruskim i był herbem mówiącym.